# Fotos Públicas

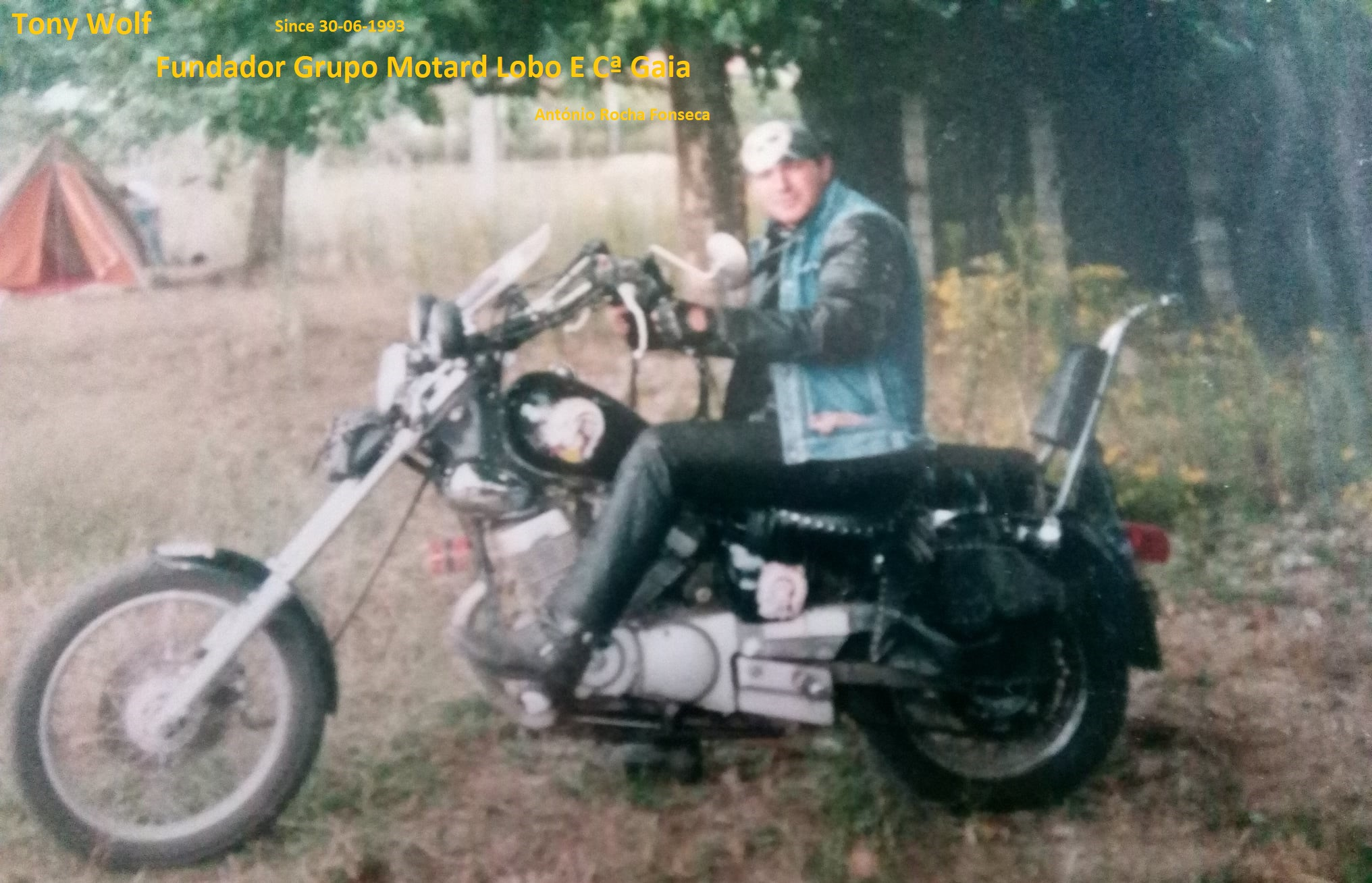
1 Líder e Presidente do Grupo Motard Lobo E Companhia de Vila Nova de Gaia

Fotos Públicas é um portal de fotojornalismo brasileiro gratuito. Suas fotos são disponibilizadas sob os termos de Licenças Creative Commons 3.0.

## História
O site foi criado em 2013, após um grupo de jornalistas sentirem dificuldades para encontrar fotos para ilustrar matérias. O Fotos Públicas disponibiliza fotos em alta resolução sobre acontecimentos importantes do Brasil e do exterior. Os arquivos são organizados por data e por assunto. Ficou alguns meses fora do ar em 2019, devido a problemas de financiamento. Voltou em 24 de junho do mesmo ano, em parceria com o Brasil de Fato.

## Prêmios
- 2018: ganhou uma Menção Honrosa do Prêmio Vladimir Herzog por Fotografia, concedido a Paulo Pinto, junto com a Revista Exame, pela obra “Nos Braços do Povo”.[4]